# Georges Leygues-klassen
Georges Leygues-klassen (eller Type F70) er en ASW-destroyer i Marine Nationale, de bliver dog betragtet som multirolledestroyere, på grund af skibenes Exocet SSM og Crotale SAM, som gør dem i stand til at forsvare strategisk vigtige positioner, udøve magtprojektion og eskorteopgaver.
Overbygningen på enhederne i klassen blev designet til at give en så god overlevelsesevne mod trykbølger efter atomare sprængninger som muligt.
Klassen er internationalt designeret som en antiubådsdestroyere (derfor "D"et i pennantnummeret), men i den franske flåde benytter man ikke begrebet destroyer, og bliver derfor omtalt som fregatter på fransk.
På de sidste tre skibe har man hævet broen et dæk, for således at imødekomme de problemer man havde på de første fire skibe i hårdt vejr, såvel som at skibene kunne udstyres med et DSBV 61 TASS samt andre opgraderede systemer.
Cassard-klassen er en luftforsvarsvariant af Georges Leygues-klassen.

## Skibe i klassen
| Pnt. | Navn              | Kølen lagt         | Søsat             | Indgået           | Skæbne     | Kaldesignal |
| ---- | ----------------- | ------------------ | ----------------- | ----------------- | ---------- | ----------- |
| D640 | Georges Leygues   | 16. september 1974 | 17. december 1976 | 10. december 1979 | I tjeneste | FAGL        |
| D641 | Dupleix           | 17. oktober 1975   | 2. december 1978  | 13. juni 1981     | I tjeneste | FADL        |
| D642 | Montcalm          | 5. december 1975   | 31. maj 1980      | 28. maj 1982      | I tjeneste | FAMO        |
| D643 | Jean de Vienne    | 26. oktober 1979   | 17. november 1981 | 25. maj 1984      | I tjeneste | FAJV        |
| D644 | Primauguet        | 17. november 1981  | 17. marts 1984    | 5. november 1986  | I tjeneste | FAPG        |
| D645 | La Motte-Picquet  | 12. februar 1982   | 6. februar 1985   | 18. februar 1988  | I tjeneste | FAMP        |
| D646 | Latouche-Tréville | 15. februar 1984   | 19. marts 1988    | 16. juli 1990     | I tjeneste | FALT        |

## Eksterne links
- Wikimedia Commons har flere filer relateret til Georges Leygues-klassen
- Marine Nationale: Georges Leygues-klassen Arkiveret 26. december 2009 hos  Wayback Machine (fransk)
- ACP113 (AG) (Webside ikke længere tilgængelig) (engelsk)
- Military-today Arkiveret 27. februar 2009 hos  Wayback Machine (engelsk) (engelsk)
- battleships-cruisers.co.uk (engelsk)